# Lauren Faustová
Lauren J. Faustová (* 25. července 1974, San José) je americká animátorka a scenáristka, která je nejvíce známa jako tvůrce seriálů My Little Pony: Friendship is Magic. Dále pracovala na seriálech jakou jsou The Powerpuff Girls a Foster's Home for Imaginary Friends. Prošla si hned několika filmovými studií mezi které patří Cartoon Network Studios, Warner Bros., Hasbro, Disney, DreamWorks Animation a Netflix Animation. V současné době pracuje na restartu seriálů DC Super Hero Girls.

## Kariéra
Lauren Faustová vystudovala California Institute of Arts v letech 1992 až 1994 a pracovala jako Layout Artist v Rough Draft Studios. Po té dva roky pracovala jako animátorka ve studiu Turner Feature Animation a další dva roky také ve Warner Bros. Feature Animation. Následně, v roce 1999, přešla do studia Cartoon Network Studios, kde po čtyři roky pracovala jako Storyboard Artist a scenáristka a posléze také jako supervising producer a story supervisor.
Její raná kariéra se především zaměřovala na animované celovečerní filmy mezi které patří například Cats Don't Dance, Quest for Camelot, a The Iron Giant. V roce 2000 se z filmu přesunula na animované televizní seriály. Zde se podílela na takových seriálech jako je The Powerpuff Girls, Foster's Home for Imaginary Friends, Super Best Friends Forever, Wander Over Yonder a především tedy na My Little Pony: Friendship Is Magic, díky kterému je tedy nejvíce známa. Je také tvůrkyní a vývojářkou řady hraček Milky Way and the Galaxy Girls.
V červnu roku 2014 přešla do studia Sony Pictures Animation, kde měla pracovat na celovečerním animovaném komediálním filmu Medusa(6), ale v listopadu následujícího roku oznámila, že již není nijak zapojena do projektu.
Jejím doposud největším úspěchem, na poli televizních seriálů, se kterým je tedy hlavně spojována je animovaný seriál My Little Pony: Friendship is Magic. Tento seriál se totiž stal takovým fenoménem,a to nejen u svého primárního publika, ale dokázal také zaujmout nespočet dospělých, kteří se sdružují v opravdu globálním fandomu, který je známý pod názvem Bronies.
V roce 2019 začala spolupracovat s Warner Bros., kde měla na starosti vývoj restartu animovaného seriálu DC Super Hero Girls.

## Ocenění
V roce 2004 byla nominována na cenu Emmy a rok na to také na ocenění Annie a sdílela Primetime Emmy s Foster's Home for Imaginary Friends speciální epizodou „Destination: Imagination“.

## Osobní život

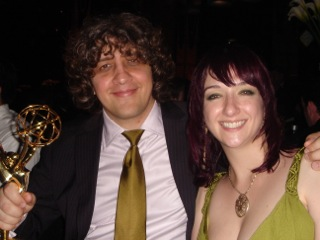
Craig McCracken a Lauren Faustová v roce 2003

Manželem Lauren Faustové je také poměrně dost známý tvůrce, Craig McCracken, se kterým se potkala když pracovali společně na třetí sezóně The Powerpuff Girls. Považuje se za celoživotní feministku. V polovině roku 2016 nastoupila na mateřskou dovolenou, aby se mohla starat o svou nově narozenou dceru.

## Filmografie

### Filmy
| Rok  | Titul                                                          | Role                                                                               |
| ---- | -------------------------------------------------------------- | ---------------------------------------------------------------------------------- |
| 1994 | Home, Honey, I'm High                                          | hlas                                                                               |
| 1997 | Cats Don't Dance                                               | animátor                                                                           |
| 1998 | Quest for Camelot                                              | animátor                                                                           |
| 1999 | The Iron Giant                                                 | animátor                                                                           |
| 2002 | The Powerpuff Girls Movie                                      | příběh, scenáristka, storyboard artist, design postav, character layout supervisor |
| 2013 | Bronies: The Extremely Unexpected Adult Fans of My Little Pony | výkonná producentka                                                                |
| 2015 | The Iron Giant: Signature Edition                              | animátor                                                                           |
| 2016 | Open Season: Scared Silly                                      | zvláštní poděkování                                                                |
| 2017 | My Little Pony: The Movie                                      | Zmínka v titulcích „Založeno na základě My Little Pony: Friendship Is Magic“       |
| 2018 | #TheLateBatsby                                                 | Krátký film; režisér, scénář, příběh, design postav                                |

### Televize
| Rok          | Titul                               | Role |
| ------------ | ----------------------------------- | --- |
| 1995         | The Maxx                            | character layout artist |
| 2001         | Codename: Kids Next Door            | Walk cycles Epizoda: No P in the OOL |
| 2001–2005    | The Powerpuff Girls                 | storyboard artist, příběh, scénář, director, supervising director |
| 2004–2009    | Foster's Home for Imaginary Friends | vývojář, supervising producer (sezóny 3–4), scénář, příběh, story supervisor, storyboard artist, design postav, režisér animace, editor příběhů |
| 2010–2011    | My Little Pony: Friendship Is Magic | tvůrce Sezóna 1: výkonný producent, scénář, design postav, kreativní ředitel, story supervisor, editor příběhů Sezóna 2: výkonný producent pro epizodu The Return of Harmony, consulting producer Všechny epizody: zmínka v titulcích „Vyvinuto pro televizi“ |
| 2012         | Super Best Friends Forever          | tvůrce, režisér, scénář, umělec storyboard artist, producent |
| 2013–2014    | Wander Over Yonder                  | vývojář, koproducent, editor příběhů, scénář, režisér, design postav (pouze 1. sezóna) |
| 2019 – dosud | DC Super Hero Girls                 | vývojář, scénář, výkonný producent |
| 2021         | Kid Cosmic                          | vývojář |

### Videohry
| Rok       | Titul                 | Role                                                               |
| --------- | --------------------- | ------------------------------------------------------------------ |
| 2018/2020 | Them's Fightin 'Stáda | narrative design director (příběh), design postav (hlavní postavy) |